# Mumia (film din 1999)
The Mummy (în engleză Mumia) este un film de aventură american din 1999, regizat de Stephen Sommers după propriul scenariu. Rolurile principale sunt interpretate de Brendan Fraser, Rachel Weisz, John Hannah și Kevin J. O'Connor, iar Arnold Vosloo în rolul titular al mumiei readuse la viață. Filmul conține dialoguri substanțiale în limba egipteană antică, vorbită cu ajutorul unui egiptolog profesionist. El este un remake liber al filmului omonim din 1932, care l-a avut pe Boris Karloff în rolul principal. Inițial s-a intenționat să facă parte dintr-un serial horror cu buget redus, dar în final s-a transformat într-un film de aventură de succes pe teme de groază ușoare.
Filmările au început în Marrakech (Maroc), pe 4 mai 1998 și au durat șaptesprezece săptămâni; echipa a trebuit să îndure deshidratare, furtuni de nisip și șerpi în timp ce filmau în Sahara. Efectele vizuale au fost furnizate de Industrial Light & Magic, care au amestecat imagini din film și imagini generate pe calculator pentru a crea personajul Mumia. Jerry Goldsmith a compus muzica din film.
Mumia a fost lansat la 7 mai 1999 și a avut încasări de 43 de milioane de $ în 3.210 de cinematografe; încasările globale s-au ridicat la 416 milioane de dolari. Recepția față de film a fost amestecată, cu critici care au lăudat sau au criticat efectele speciale, natura ușoară a poveștii și personajelor și răufăcători stereotipici. Succesul de la casele de bilete au dus la o continuare în anul 2001, Mumia revine, precum și The Mummy: The Animated Series și filmul separat Regele Scorpion. Șapte ani mai târziu, al treilea film, Mumia: Mormântul Împăratului Dragon, a fost lansat la 1 august 2008. Universal Pictures și Amblin Entertainment a deschis, de asemenea, un montagne russe, Revenge of the Mummy, în 2004. Novelizările filmului și a continuărilor au fost scrise de Max Allan Collins.

## Rezumat
În Egiptul de prin anul 1290 î.Hr., marele preot Imhotep are o relație amoroasă cu Ankh-sun-Amun, amanta faraonului Seti I, care le interzisese altor bărbați să o atingă.  Când faraonul descoperă întâlnirea lor, Imhotep și Ankh-sun-Amun îl ucid pe monarh. Imhotep fuge cu preoții săi egipteni. Gărzile imperiale Medjay intră apoi în cameră, doar pentru a o vedea Ankh-sun-Amun și pe faraonul mort (totuși, în continuarea The Mummy Returns, s-a arătat că Evelyn - în încarnarea ei anterioară ca Prințesa Nefertiri - a fost cea care a chemat gărzile). Ankh-sun-Amun se sinucide apoi, ea cerându-i lui Imhotep să o reînvie. După înmormântarea lui Ankh-sun-Amun, Imhotep sparge cripta unde se afla corpul ei și îl fură. El și preoții lui fug prin deșert la Hamunaptra, orașul morților, unde încep ceremonia de înviere. Ceremonia este oprită de gărzile lui Seti înainte ca ritualul să fie finalizat, iar sufletul lui Ankh-sun-Amun este trimis înapoi în Lumea subterană. Pentru sacrilegiul lor, preoții lui Imhotep sunt mumificați de vii, iar Imhotep este forțat să îndure blestemul Hom Dai: i se taie limba și este înmormântat de viu cu o specie de scarabei mâncători de carne. Ritualul îi acordă viața veșnică, forțându-l pe Imhotep să îndure agonia rănilor lui pentru totdeauna. El este îngropat sub pază, închis într-un sarcofag de sub statuia zeului egiptean Anubis și ținut sub supravegherea strictă a gărzilor Medjai, descendenți ai gărzilor din palatul lui Seti. În cazul în care Imhotep ar fi reînviat, puterile care l-au făcut nemuritor îi vor permite să elibereze un val de distrugere și moarte pe Pământ.
În 1926, bibliotecarei și egiptoloagei aspirante Evelyn Carnahan din Cairo îi este prezentată de fratele ei Jonathan o cutie complicată (în care se află o hartă), despre care el spune că a găsit-o la Teba. După ce Evelyn și Jonathan descoperă că harta îi poate conduce la Hamunaptra, Jonathan dezvăluie, de fapt, că el a furat-o de la un american pe nume Rick O'Connell, care se află în prezent în închisoare. Rick le spune că el cunoaște locația orașului, deoarece unitatea sa din Legiunea Străină franceză a ajuns la orașul mitic, unde a fost atacat de beduini ostili. El încheie un târg cu Evelyn pentru a dezvălui locația Hamunaptrei, în schimbul salvării sale de la spânzurare.
Rick conduce mica expediție a lui Evelyn și Jonathan către Hamunaptra, ei întâlnind pe drum un grup de vânători de comori americani, condus de faimosul egiptolog dr. Allen Chamberlain și ghidat de fricosul Beni Gabor, un fost soldat din Legiunea Străină și fost tovarăș al lui Rick, care se ascunsese la Hamunaptra în timpul atacului beduinilor. La scurt timp după ce ajung la Hamunaptra, ambele grupuri sunt atacate de Medjai, conduși de un războinic pe nume Ardeth Bei. Bei îi avertizează că în oraș este îngropat răul, dar, în loc să țină seama de avertismentul lui, cele două grupuri continuă să excaveze în porțiuni separate ale orașului. Evelyn caută Cartea lui Amun-Ra, o carte din aur masiv despre care se presupune că este capabilă de a lua viața, dar în mod neașteptat dă peste rămășițele lui Imhotep. Echipa americană, între timp, descoperă o cutie care conține Cartea neagră a Morților, însoțită de borcane canopice care conțin organele conservate ale lui Ankh-sun-Amun, iar fiecare american ia un borcan ca pradă. Înainte de a deschide cutia, dr. Chamberlain citește o inscripție gravată în care se spune că oricine deschide caseta va fi blestemat la mutilarea corpului său. Bărbații ignoră avertismentele, dar Beni refuză să-i ajute și fuge.
În timpul nopții, Evelyn ia Cartea Morților din cortul americanilor și citește un pasaj cu voce tare, trezindu-l accidental pe Imhotep. Învierea vrăjitorului trezește întreaga tabără și ei cercetează piramida pentru a afla cauza agitației. Unul dintre vânătorii de comori este găsit de Imhotep, iar ochii și limba sa îi sunt luate pentru a fi folosite de mumie. Deși ambele grupuri revin la Cairo, mumia le găsește în cele din urmă cu ajutorul lui Beni, care făcuse o înțelegere cu mumia în schimbul vieții sale și a obținerii de averi. Mumia absoarbe organele americanului pe care l-a găsit la piramidă și apoi ale altor doi americani, inclusiv ale dr. Chamberlain, rămânând doar unul să fie absorbit pentru a-și recâștiga deplin puterea sa.
Rick, Evelyn, Jonathan și ultimul vânător american de comori merg la muzeu în căutare de indicii care să-l pună pe Imhotep înapoi la locul său de veci, dar îl găsesc acolo pe Medjai Ardeth Bei vorbind cu curatorul. După ce Evelyn menționează că Imhotep i-a spus Ankh-sun-Amun la piramidă, Ardeth și curatorul își prezintă ipoteza că Imhotep încearcă, într-adevăr, să-și reînvie încă o dată iubita și și-a ales persoana de sacrificiu: Evelyn. Evelyn se gândește că în cazul în care Cartea Morților l-a adus înapoi la viață pe Imhotep, Cartea lui Amun-Ra îl poate ucide pe preot din nou. La scurt timp după ce a descoperit locul unde se află Cartea, Imhotep, acum cu o armată de sclavi cu creierul spălat, încolțește grupul. În acest proces Imhotep îl absoarbe pe ultimul american, iar astfel își recapătă deplina sa putere. Evelyn este de acord să-l însoțească pe Imhotep dacă el va cruța viața membrilor rămași ai  grupului. Rick acceptă decizia lui Evelyn fără tragere de inimă, dar Imhotep nu-și ține cuvântul și le poruncește sclavilor să-i omoare. Din fericire, Ardeth descoperă intrarea în sistemul de canalizare și scapă, dar curatorul rămâne în urmă pentru a ține în loc hoarda de sclavi, pentru a permite celorlalți să scape, și-și pierde viața.
Imhotep, împreună cu Evelyn și Beni, se întoarce la Hamunaptra, urmărit de către Rick, Jonathan și Ardeth. Evelyn este salvată după o luptă intensă cu mumiile lui Imhotep și ea citește din Cartea lui Amun-Ra. Imhotep devine muritor, iar Rick îl înjunghie. Descompunându-se rapid, Imhotep părăsește lumea vie, promițând răzbunare cu aceleași cuvinte pe care le sculptase pe sarcofag: "Moartea este doar începutul". Beni declanșează accidental o capcană antică și este prins de un roi de scarabei devoratori de carne în timp ce Hamunaptra începe să se prăbușească în nisip. Eroii scăpa și se plimbă în apus de soare pe o pereche de cămile încărcate cu comori.

## Distribuție
- Brendan Fraser - Rick O'Connell 
 Un aventurier care a servit în Legiunea străină franceză. Producătorul James Jacks a oferit rolul lui Rick O'Connell actorilor Tom Cruise, Brad Pitt, Matt Damon și Ben Affleck, dar actorii nu au fost interesați sau nu au putut să joace din cauza programului lor.[2] Jacks și regizorul Stephen Sommers au fost impresionați de banii realizați de George, trăsnitul junglei la casele de bilete și l-au ales pe Brendan Fraser în rolul lui O'Connell;[2] Sommers a comentat că el a simțit că Fraser s-ar potrivi personajului Errol Flynn, pe care l-a imaginat perfect.[3] Actorul a înțeles că personajul său "nu se ia prea în serios, altfel publicul nu se poate merge în această călătorie cu el".[4]

- Rachel Weisz - Evelyn Carnahan 
 O egipotoloagă stângace, dar inteligentă. Evelyn pornește în expediția de la Hamunaptra expediție pentru a descoperi o carte veche, dovedindu-se la colegii ei. Rachel Weisz nu a fost un mare fan al filmelor de groază, dar nu am văzut acest film ca atare. Așa cum a spus ea într-un interviu, "Este hokum, o lume din cărțile de benzi desenate."[5]

- John Hannah - Jonathan Carnahan 
 Fratele mai mare al lui Evelyn, al cărei scop principal este să devină bogat; el semnează pe pentru excursie la Hamunaptra după ce a aflat de la Evelyn că se presupune că acesta ar trebui să fie orașul în care faraonii antici au ascuns "bogățiile Egiptului". Jonathan este, de asemenea, un hoț; el fură cheia necesară pentru a deschide Cartea lui Amun-Ra de la Rick în închisoare și reușește să fure aceeași cheie din buzunarul lui Imhotep în timpul luptei din film.

- Arnold Vosloo - Marele Preot Imhotep 
 [6] Unul dintre cei mai de încredere sfetnici ai faraonului Seti I, Imhotep își trădează suveranul ca urmare a dargostei sale pentru Anck-su-namun. El este blestemat și ucis lent pentru trădarea lui, dar este înviat 3.000 de ani mai târziu, pentru a-și continua planurile. Actorul sud-african Vosloo a înțeles abordarea pe care Sommers se întâmplă în scenariu, dar numai a fost de acord să ia rolul lui Imhotep numai "dacă aș putea face-o absolut corect. Din punctul de vedere al lui Imhotep, aceasta este o versiune distorsionată a lui "Romeo și Julieta"."[2]

- Kevin J. O'Connor - Beni Gabor 
 Un fost soldat în Legiunea Străină franceză, ca și Rick. Beni este obsedat de avere, dar, de asemenea, extrem de laș; el își trădează angajatorii atunci când se confruntă cu mânia lui Imhotep, care-l ia ca sclav atunci când Beni se roagă în ceea ce Imhotep recunoaște ca fiind "limba sclavilor".

De asemenea, Oded Fehr l-a interpretat pe Ardeth Bei și Patricia Velásquez pe Ankh-sun-Amun. Stephen Dunham, Corey Johnson, Tuc Watkins și Jonathan Hyde i-au interpretat pe membrii expediției americane. Actorul britanic Bernard Fox l-a interpretat pe căpitanul Winston Havlock.

## Recepție
Mumia a fost lansat la 7 mai 1999 și a avut încasări de 43 de milioane de dolari în 3.210 cinematografe din Statele Unite în primul week-end de la lansare. Filmul a avut încasări de 415 milioane de dolari în toată lumea (intern: 155 milioane de dolari; extern: 260 milioane de dolari). În timp ce Mumia a fost un succes comercial, recepția critică a fost mixtă. Mumia are un rating de 55% "putred" pe situl Rotten Tomatoes și un scor de 48 pe situl Metacritic. Roger Ebert, un critic de film de la Chicago Sun-Times, a scris: "Este greu să pot spune ceva în favoarea sa, cu excepția faptului că am aplaudat aproape fiecare minut de el. Nu pot argumenta pentru scenariu, regie, interpretare sau chiar pentru mumie, dar pot să spun că nu am fost plictisit și, uneori, am fost mulțumit fără motiv." De asemenea, Owen Gleiberman de la Entertainment Weekly a dat filmului un rating "B-" și a spus: "Mumia ar dori să te înfioreze, dar încearcă să facă acest lucru fără a renunța la inconsecvențialitatea sa umoristică." Bob Graham de la San Francisco Chronicle a dat filmului note mari pentru interpretare , precum și pentru efecte speciale.
Stephen Holden de la The New York Times a scris: "Această versiune a Mumiei nu are pretenții de a fi altceva decât un joc video de un comic de prost gust aruncat pe ecran. Gândiți-vă la Căutătorii Arcei Pierdute cu personaje de desene animate, fără o linie narativă coerentă și efecte speciale generoase, dar siropoase. Gândiți-vă la Noaptea morților vii dezbrăcată de groaza autentică și repusă pe scenă ca un concurs de Halloween pe teme egiptene. Gândiți-vă la Abbott și Costello întâlnesc mumia altoit pe un film pe drum cu Bing Crosby și Bob Hope (Drumul spre Hamunaptra?) și transformat într-o parodie de dimensiuni epice." Publicații ca The Austin Chronicle și Dallas Observer au ajuns la concluzia că, în ciuda interpretării bune și a efectelor speciale, filmul duce lipsă de coeziune; vorbind despre efectele speciale, Observer s-a plâns că "ar fi fost atât de ușor să creeze un suflet pentru filmul în sine." Alte publicații ca Jump Cut au afirmat că axarea Industrial Light and Magic pe efexte speciale s-au dovedit a fi în detrimentul Mumiei; "Mumia", a scris Ernest Larson pentru Jump Cut, "este un caz standard al I.L.&M.". Kim Newman de la British Film Institute a considerat filmul ca fiind inferior față de original, tot timpul fiind axat pe efecte speciale, în loc să creeze atmosfera care a făcut filmul original un film clasic. USA Today a dat filmului două stele din patru și a simțit că nu a fost "liber de stereotipuri", un sentiment cu care BFI a fost de acord. "Dacă cineva se plânge de un miros neplăcut, puteți fi sigur că un servitor arab este pe cale să intre în scenă. Fraser, la fel de rapid cu arma, pumnul sau zeflemeaua, poate salva ziua, dar nici chiar el nu poate salva filmul", s-a scris în USA Today.
Mumia a fost nominalizat pentru Premiul Oscar pentru cel mai bun sunet (Leslie Shatz, Chris Carpenter, Rick Kline și Chris Munro) la Premiile Oscar și pentru Premiul BAFTA pentru cele mai bune efecte vizuale, pierzând în ambele cazuri în fața filmului Matrix. Jerry Goldsmith a câștigat Premiul BMI pentru Film pentru coloana sonoră , iar filmul a obținut Premiul pentru cele mai bune machiaje la Premiile Saturn, fiind nominalizat la nouă categorii printre care și cel mai bun film de fantezie. De asemenea, a fost nominalizat la premiile pentru cel mai bun sunet la Premiile Golden Reel ale Motion Picture Sound Editors, cele mai bune efecte vizuale la Golden Satellites și cea mai bună secvență de acțiune la Premiile MTV Movie.

## Adaptări
Succesul filmului Mumia la casele de bilete a dus la realizarea de numeroase continuări și de filme paralele. În 2001 a fost lansată continuarea Mumia revine; în film apar multe dintre personajele principale care au supraviețuit, printre care soții Rick și Evelyn care se confruntă atât cu Imhotep, cât și cu Regele Scorpion. În film a apărut și fiul celor doi eroi, Alex. Cele două filme au inspirat un serial de desene animate care a durat două sezoane, și un prequel, Regele Scorpion (2002), care relatează povestea războinicului akkadian ce a fost încoronat rege.
O a doua continuare intitulată Mumia: Mormântul Împăratului Dragon a fost lansată la 1 august 2008. Povestea are loc în China, cu Împăratul de teracotă inspirând personajul negativ, în timp ce Rachel Weisz a fost înlocuită cu Maria Bello. Un prequel la Regele Scorpion, The Scorpion King 2: Rise of a Warrior a fost lansat direct pe DVD.
Două adaptări pentru jocuri video ale Mumiei au fost lansate de Konami și Universal Interactive în 2000: un joc de acțiune și aventură pentru PlayStation și PC dezvoltat de Rebellion Developments, precum și un joc puzzle Game Boy Color dezvoltat de Konami Nagoya. Filmul a inspirat, de asemenea, un montagne russe, Revenge of the Mummy în trei parcuri tematice ale Universal Studios: Hollywood, California; Orlando, Florida; și Sentosa, Singapore.